# 罗杰·海菲尔德
罗杰·罗纳德·海菲尔德（Roger Ronald Highfield，1958年—）生于威尔士格里菲斯敦，是皇家生物学会会员，也是作家、科学记者、播音员和科学博物馆集团的科学部主任（Science Director）。

## 教育
海菲尔德曾在恩菲尔德的蔡斯赛德小学（Chase Side Primary School）和霍舍姆的基督公学接受教育。他在牛津大学彭布罗克学院读化学，并于1980年获得化学硕士学位，后因研究化学种的中子散射而获得哲学博士学位。
在他的研究生涯中，他在劳厄-兰格文研究所工作时，成为了第一个从肥皂泡中弹出中子的人。

## 事业
海菲尔德曾担任《每日电讯报》的科学编辑20多年。在此期间，他为年轻人组织了长期的科学写作奖、一个摄影比赛、“科学家与媒体”聚会，并从1994年开始与BBC《明日的世界》一起组织了大量的实验，称为现场实验室（Live Lab）和巨型实验室（Megalab），例如与理查德·怀斯曼一起做的“真相测试”（Truth Test）。
他在2008至2011年间担任英国杂志《新科学人》的编辑，在此期间他对杂志进行了重新设计，并引入了新的版块，特别是光圈（Aperture）和即时专家（Instant Expert）。
2011年，海菲尔德成为了科学博物馆集团的外部事务主任（Director of External Affairs）。
2012年，他与阿德里安·欧文发表了大众智力测验的结果。
2016年，他与德克萨斯州农工大学的埃德·多蒂、彼得·柯文尼共同发起了对生物学大数据的批评。
2019年，海菲尔德成为了科学博物馆集团的科学总监（Science Director）。
海菲尔德是威廉·邓恩爵士病理学院的公众决策访问学者。他也是伦敦大学学院化学系的公共参与访问学者和英国医学研究委员会会员。

## 出版的科普图书
海菲尔德已经撰写或合著了八本科普图书，还编辑了克雷格·文特尔撰写的两本，包括：

### 《生命之舞》
2020年，他与玛格达莱娜·泽尼克-格茨合著的书《生命之舞：对称的细胞及我们如何成为人类》（The Dance of Life: Symmetry Cells and How We Become Human）在英国和美国出版。该书以第一人称讲述，关于第一个人造胚胎样结构的开拓性研究，延长了胚胎在实验室中存活的时间，扩大了人类生命的曙光，被爱丽丝·罗伯茨描述为“我读过的关于科学和生命的最好的书”。

### 《读心者》
2014年，他写了一篇10,000字的文章，题为《马赛克中的读心者》（The Mind Readers in Mosaic），由惠康基金会出版。他讲述了与遭受意识障碍的脑损伤患者进行沟通的努力，该内容在全球其它媒体上得以再现，例如Gizmodo、星期、独立报和太平洋标准。

### 《超级合作者》
2011年，他与马丁·诺瓦克合著的书《超级合作者：进化数学、利他主义与人类行为（或者，为什么我们需要彼此才能成功）》（Supercooperators: The Mathematics of Evolution, Altruism and Human Behaviour (Or, Why We Need Each Other to Succeed)）出版。曼弗雷德·米林斯基在《Nature》上发表的一篇评论将这本书描述为“部分自传，部分教科书，读起来像一部畅销小说。”《金融时报》的戴维·威利茨将这本书描述为利用进化生物学、博弈论和神经科学的纽带来理解社会合作发展的“杰出典范”。

### 《多莉之后》
2006年，他与伊恩·威尔穆特合著的《多利之后：人类克隆的利用与误用》（After Dolly: The Uses and Misuses of Human Cloning）出版。《卫报》的史蒂芬·普尔将该书描述为“对克隆的历史及生物学家对未来的看法极其清晰和易读的解释”。

### 《哈利·波特的科学》
2002年，他的书《哈利·波特的科学：魔法如何真正实现》（The Science of Harry Potter: How Magic Really Works）出版。《纽约时报》的克里斯汀·肯纳利将该书描述为“对现代科学愉快地间接调查”。

### 《圣诞节的物理学》
1998年，他的书《圣诞节的物理学：从驯鹿的空气动力学到火鸡的热力学》（The Physics of Christmas: from the aerodynamics of reindeer to the thermodynamics of turkey）出版。其英国版《驯鹿会飞吗？》（Can Reindeer Fly?）获得了世界上最短的书评——“否”。

### 《复杂性的前沿》
1996年，他与彼得·柯文尼合著的书《复杂性的前沿：在混沌世界中寻找秩序》（Frontiers of Complexity: the search for order in a chaotic world）出版。诺贝尔奖获得者菲利普·安德森评论说：“我和柯文尼、海菲尔德一样坚信，复杂性是科学的前沿。”

### 《爱因斯坦的私人生活》
1993年，他与保罗·卡特合著的书《阿尔伯特·爱因斯坦的私人生活》（The Private Lives of Albert Einstein）出版。

### 《时间之箭》
1991年，他与彼得·柯文尼合著的书《时间之箭》（The Arrow of Time）出版，该书成为了《星期日泰晤士报》十大畅销书和《纽约时报》年度名书。

## 奖项与荣誉
2014年，他与西蒙·辛格一起作了道格拉斯·亚当斯纪念演讲，题为《拯救犀牛》（Save the Rhino）。 2015-01
海菲尔德是2014年经度奖的经度委员会（Longitude Committee）成员。
海菲尔德曾为《新闻周刊》撰稿，并一直在为《每日电讯报》和《夜间标准》撰稿。
在2006年对跑步机书桌（treadmill desk）测试之后，海菲尔德在伦敦科学博物馆中使用了一个，并提倡将其推广。他经常邀请来访者一试，其中包括赫斯顿·布鲁门塔尔、克雷格·文特尔、萨米拉·艾哈迈德、艾尔·让、本·米勒和贵妇盖尔·瑞巴克。
他在2012年和2016年两度入选《夜间标准》进步1000名单。 
2012年，海菲尔德在英国皇家学会作了威尔金斯-贝纳尔-梅达瓦尔演讲，题为《科学英雄》（Heroes of Science）。

## 个人生活
海菲尔德于1992年与朱莉娅·布鲁克斯（Julia Brookes）结婚，育有一子一女。